# Función apelativa
La función apelativa o función conativa, del latín conatus (inicio), recibe ese nombre porque el emisor espera el inicio de una reacción por parte del receptor. Se centra en el receptor. Es la función de mandato y pregunta. El emisor intenta influir en la conducta del receptor. Sus recursos lingüísticos son los vocativos, modo imperativo, oraciones interrogativas, utilización deliberada de elementos afectivos, adjetivos valorativos, términos connotativos y toda la serie de recursos retóricos. Se da en lenguaje coloquial, es dominante en la publicidad y propaganda política e ideológica en general. Mediante el uso de esta función se pretende causar una reacción en el receptor, es decir, con esta función se pretende que haga o que deje de hacer algo.
Puede ocurrir que una frase aparentemente referencial esconda una función apelativa
Dentro del mensaje se invita al oyente a que haga algo. De ahí que también las preguntas pueden considerarse dentro de esta función, ya que esperan respuesta: ¿Hiciste lo que te encargaron? De esta función emana el archigénero literario teatral o dramático.
Estas intenciones comunicativas, pueden llevar a cabo mediante actos de habla que se formulan mediante ciertos tiempos y modos verbales, a través de los cuales el que habla manifiesta su voluntad al receptor, ya sea imponiéndole una orden,  haciéndole llegar un ruego o transmitiéndole un deseo.  Las formar performativas explícitas como ordenar, mandar, exigir, prohibir pueden resultar en determinados contextos muy agresivos para el interlocutor por lo que se reemplazan por formas atenuadas teniendo en cuenta que cada acto locutivo está en función de un objetivo o finalidad. 
Es importante destacar que "cuando las órdenes son impartidas por quienes tienen autoridad —eje de poder— resulta más cordial que quien las dé lo haga mediante formas indirectas por cuanto resultan más corteses; en el eje de la solidaridad, aún los impartidos por directamente no son percibidos como descorteses dada la relación de amistad o familiaridad que une a los interlocutores. En muchos casos es necesario recurrir a la atenuación como estrategia relevante de mitigación para persuadir al oyente a cumplir con el pedido u orden que se le formuló".